# Chimamanda Ngozi Adichie
Chimamanda Ngozi Adichie (n. 15 septembrie 1977, Enugu, Statul Enugu, Nigeria) este o scriitoare nigeriană, autoare a romanelor Purple Hibiscus și Half of a Yellow Sun.
Chimamanda s-a născut într-o familie intelectuală nigeriană de etnie Igbo. Tatăl ei era profesor universitar, iar mama, prima femeie administrator de la Universitatea din Nsukka. A crescut într-o casă modestă, dar profund ancorată în valorile educației. Și-a petrecut copilăria în Nigeria post-război, unde rănile Războiului din Biafra (1967–1970) încă marcau viețile oamenilor.
Această istorie o va inspira mai târziu în romanul „Jumătate de soare galben” (Half of a Yellow Sun, 2006), o evocare profundă a traumei războiului civil.
La vârsta de 19 ani, Chimamanda a plecat în Statele Unite pentru a studia. Studii inițiale la Drexel University, apoi transfer la Eastern Connecticut State University (literatură și comunicare). A obținut un Masterat în Scriere Creativă la Johns Hopkins University. A început să scrie în mod profesionist și să exploreze temele identității, rasei, migrației și feminității.

## Romane
- Purple Hibiscus (2003)
- Half of a Yellow Sun (2006)
- Americanah (2013)